# Oh, What a Night (film 1992)
Oh, What a Night è un film del 1992 diretto da Eric Till.

## Trama
Nell'estate del 1955, i due amici e coetanei Eric e Donald si trovano a fare i conti con i problemi dell'adolescenza, e nel frattempo tentano di comprendere meglio i propri sentimenti. Se Donald tenta di fare colpo sull'attraente Lorraine facendo sfoggio della propria ricchezza, Eric – più sensibile – scopre tuttavia di essersi innamorato di Vera, una donna che ha alcuni anni più di lui.